# 多帶軸胎䲁
多帶軸胎䲁（學名：Axoclinus multicinctus），為條鰭魚綱䲁形目三鰭䲁科軸胎䲁屬的一個種，被IUCN列為易危保育類動物，分布於中太平洋東部墨西哥雷維利亞希赫多群島海域，為特有種，深度7至8公尺，本魚體短小強壯，頭大，鼻孔及眼上各有1對觸鬚，上顎兩側沒有牙齒，三個背鰭，背鰭硬棘15枚、背鰭軟條9-10枚、臀鰭硬棘2枚、臀鰭軟條18枚，側線自鰓蓋上緣向側軸中部逐漸下降，有23-24個管狀鱗，其後有11-12個缺刻鱗，頭部、胸部、腹部、胸鰭基部無鱗，雌魚身體有三組「雙」紅褐色至黑色條紋，條紋之間的空隙較淺，中心有狹窄、淡棕色的條紋，身體上胸鰭基部後方有一小塊黑色斑點，尾根處有一條深黑色的橫帶，脊柱上有一系列短白條紋，尾鰭基部有狹窄的紅白色條紋，雄魚第一背鰭和尾鰭的外半部分呈黑色，體長可達3公分，棲息在水淺的礁石區，雌魚產附著性卵在藻類築的巢，雄魚會守護卵，幼魚為浮游性，雜食性，主要以藻類及小型之無脊椎動物為食，生活習性不明。